# Ansgar Elde
Ansgar Elde (Reselee, 27 novembre 1933 – Savona, 4 dicembre 2000) è stato un artista svedese.

## Biografia
Nasce nel nord della Svezia. Studia teatro e marionette a Braunscheing e danza coreografica a Stoccolma. Compie in diversi paesi i lavori più disparati tra i quali: inserviente di ospedale psichiatrico, costruttore di polene, guardiano d'api, fabbricante di mammut e cinghiali in cartapesta, scultore di modelli di mani in avorio, ma viene licenziato per la strana forma disarticolata che dà alle sue produzioni.
Nel 1964 riceve il prestigioso premio COPLEY FOUNDATION AWARD CHICAGO.
Protagonista dell'INTERNAZIONAL SITUAZIONISMO, è considerato l'erede artistico del gruppo CO.BR.A.. 
Nel 1958 conosce a Stoccolma Aligi Sassu, che lo invita ad Albissola Marina; qui è ospite per due anni di Asger Jorn.
È di quel periodo la collaborazione con Jorn per l'esecuzione del grande pannello ceramico destinato al liceo statale di Aarhus (Danimarca). 
Ad Albissola Elde si stabilisce partecipando al gruppo comprendente personalità provenienti da tutto il mondo: dall'Argentina Lucio Fontana e Carlos Carlè, dal Cile Roberto Matta, dalla Danimarca Asger Jorn, da Cuba Wifredo Lam e dalla Svezia appunto Ansgar Elde e si unisce ai già presenti e noti: Agenore Fabbri, Emanuele Luzzati, Antonio Sabatelli, Aligi Sassu e altri.
Ognuno porta esperienze e culture diverse ad arricchire il territorio e la cultura dell'arte italiana ed albissolese con nuove idee e creando il collegamento tra la ceramica e la pittura, che è uno dei grandi elementi innovativi degli anni sessanta.
Ansgar Elde, pur viaggiando ed esponendo nei maggiori paesi europei, ha sempre mantenuto come suo riferimento fisso la città di Albissola, utilizzando il patrimonio che gli offrivano le fabbriche di ceramica come: Mazzotti, Poggi, Viglietti e sperimentando un'interessante e proficua "avventura di ricerca grafica" presso il "Bostrico" di Alfredo Meconi.
Opere di Elde si trovano nel Museo d'Arte Moderna dell'Avana a Cuba, in quello di Silkeborg in Danimarca, Halmstad in Svezia, Ixelles in Belgio, nella "Casa di Cultura Scandinava" a Parigi. Ad Albissola Marina è presente con una composizione ceramica sulla passeggiata degli artisti. 
Alla sua morte, avvenuta nel 2000, la vedova di Ansgar Elde ha donato alla città di Savona due opere dell'artista scomparso.